# Drishyam (film, 2015)
Série
Drishyam 2
(2022)
Pour plus de détails, voir Fiche technique et Distribution.
Drishyam (দৃশ্যম) est un film indien réalisé par Nishikant Kamat, sorti en 2015. Il s'agit d'un remake du film du même nom sorti en 2013 et tourné en langue malayalam.

## Synopsis
Vijay Salgaonkar dirige une entreprise de câbles et antennes de télévision à Goa et y vit avec sa femme et ses deux filles. Il passe ses journées à regarder des films et laisse son assistant travailler à sa place. Un jour, un jeune homme tente de faire chanter sa fille en le menaçant de diffuser une vidéo d'elle dénudée. Celle-ci le tue en le frappant avec une barre métallique. La famille décide alors d'enterrer le corps dans le jardin familial.
La mère du jeune homme, Meera Deshmukh, inspectrice-générale de la police aux méthodes brutales, se met alors à sa recherche. Vijay utilise les connaissances qu'il a acquises en regardant des films policiers pour protéger sa famille.

## Fiche technique
- Titre : Drishyam
- Titre original : দৃশ্যম
- Réalisation : Nishikant Kamat
- Scénario : Jeethu Joseph d'après le scénario d'Upendra Sidhaye
- Musique : Vishal Bhardwaj et Sameer Phaterpekar
- Photographie : Avinash Arun
- Montage : Aarif Sheikh
- Production : Abhishek Pathak, Kumar Mangat Pathak et Sarita Patil
- Société de production : Panorama Studios, Rajkumar Theaters, Viacom18 Motion Pictures et Wide Angle Creations
- Société de distribution :
- Pays :  Inde
- Genre : Policier, drame, thriller
- Durée : 163 minutes
- Dates de sortie : 
  -  Inde : 31 juillet 2015
  -  France : 30 janvier 2019 (Internet)

## Distribution
- Ajay Devgan : Vijay Salgaonkar
- Shriya Saran : Nandini Salgaonkar
- Tabu : l'inspectrice-générale Meera Deshmukh
- Rajat Kapoor : Mahesh Deshmukh
- Ishita Dutta : Anju Salgaonkar
- Mrunal Jadhav : Anu Salgaonkar
- Rishab Chadha : Sameer Deshmukh
- Prasanna Ketkar : l'inspecteur senior Shrikant Prabhu
- Kamlesh Sawant : Laxmikant Gaitonde
- Yogesh Sonam : Vinayak Sawant
- Prathamesh Parab : Jose

## Distinctions
Le film a été nommé au Filmfare Award de la meilleure actrice dans un second rôle pour Tabu.